# Жарновець (Поморське воєводство)
Жарновець (пол. Żarnowiec) — село в Польщі, у гміні Крокова Пуцького повіту Поморського воєводства.
Населення — 932 особи (2011).
У 1975-1998 роках село належало до Гданського воєводства.

## Демографія
Демографічна структура станом на 31 березня 2011 року:
|          | Загалом | Допрацездатний вік | Працездатний вік | Постпрацездатний вік |
| -------- | ------- | ------------------ | ---------------- | -------------------- |
| Чоловіки | 456     | 108                | 322              | 26                   |
| Жінки    | 476     | 113                | 284              | 79                   |
| Разом    | 932     | 221                | 606              | 105                  |